# Russells tekanna

Russells tekanna eller den himmelska tekannan är en analogi av filosofen Bertrand Russell. Analogin är ett argument mot idén att det är en skeptikers uppgift att motbevisa religiösa dogmer, snarare än den troendes uppgift att bevisa dem. 
Analogin framfördes i en artikel från 1952: 
Många troende talar som om att det skulle vara skeptikernas uppgift att motbevisa vedertagna dogmer snarare än dogmatikernas uppgift att bevisa dem. Detta är förstås ett misstag. Om jag skulle framföra att det mellan jorden och Mars funnes en tekanna av porslin som kretsar runt solen i en elliptisk bana, skulle ingen kunna motbevisa min utsaga, förutsatt att jag var noga med att lägga till att tekannan är för liten för att kunna ses ens med våra kraftigaste teleskop. Men om jag skulle fortsätta med att säga, att eftersom min utsaga inte kan motbevisas är det oacceptabelt övermod av det mänskliga förnuftet att tvivla på den, skulle jag med rätta anses prata strunt. Om däremot en sådan tekanna vore beskriven i antika böcker, förkunnad som den heliga sanningen varje söndag, och ingjuten i barnens sinnen i skolan, då skulle tvekan att tro på den bli ett tecken på excentricitet och tvivlaren väcka uppmärksamhet hos psykiatrer under en upplyst era eller inkvisitorer under en tidigare.
Tekannan har blivit ett vanligt framfört exempel i debatter kring ateism och agnosticism.

## Senare uppföljare
Liknande mer omfattande koncept som fått större uppmärksamhet under senare år är gudomar som 
- Det flygande spaghettimonstret
- Den osynliga rosa enhörningen